# Seznam slovenskih metal skupin
Ta seznam vključuje slovenske metal glasbene skupine.

## A
- Absurd Kilingmorph
- ABK
- Acrodus
- Age of Ants
- Aggression
- Afterdark
- AlmostRage
- Ambasador Rous
- Ambassador of Sifilis
- Ambra (doom/stoner sludge metal bend)
- Anhelitus
- Aperion
- Armaroth
- Aschmicrosa
- Asgard
- Ashine
- Atrum Inferum
- Auschwitz
- Avven

## B
- Baraka
- Barehanded
- Batina
- BattleX
- Beli Tržaški Breg
- Beneath the Storm
- Big Bad Wolf
- Bizzare Ordinary
- Black Diamond
- Black Dynamite
- Black Ivy
- Black Reaper
- Bleeding Fist
- Blind Hate
- Brezno
- Brezno zla
- Britof
- Brutart
- Burning Legion
- Burning Noise

## C
- The Canyon Observer
- Carnifliate
- Chains
- Chaosstar
- Chicksy Dicks
- Condemnatio Cristi
- Condenados
- Conventus Cerris
- Cordura
- Crnobog
- Crossbreed
- Crucifixions
- Cvinger
- Cyclöne

## D
- D.T.W.
- Dalkhu
- Damage
- Dark Sphere
- Dawn Patrol
- Decatholicize
- Deep Down Bellow
- Devil Doll
- Dekadent
- Dethrone the Corrupted
- Devil's Bridge
- Dickless Tracy
- Dimness
- Divine Illusion
- Dominators
- Doomed
- Dr.Evil
- Dreamsphere
- Dusk Delight
- Dust

## E
- Earslaughter
- Eliminator
- Entreat.
- Epidemic Zone
- Eruption
- Evenrain
- Expulsion
- Extreme Smoke 57

## F
- Fetisha
- Firefly
- Fornever
- FrozenchilD
- Funeral March
- Forgotten Eden

## G
- Giljotina
- God Scard
- Gomor
- Gonoba
- Grob
- Ground Zero
- Grrizli Madams
- Gwynn Ap Nudd GMB

## H
- Hangar 55
- Heavy Hamster
- Hellcats
- Hellcrawler
- Hellsword
- Heretic
- Hiram
- Human Host Body
- Human Putrefaction

## I
- III Kategorija
- In a Spleen
- Incarnated
- Indigo Child
- Inexistenz
- Infidia
- Inmate
- Inner Side
- Insanity
- Interceptor
- I Vs. I
- Ivje

## J
- Jegulja
- Just Swallow

## K
- Kaoz
- Keller
- Kholn
- Killing Option
- Kormorana
- Kreation Kodex
- Kripl
- Krvnik

## L
- Labris
- Lament
- Lasye
- Leechfeast
- Lene kosti
- Lords of Midnight
- Lintver
- Luminescence
- Lupus
- Lycanthrope

## M
- Mist
- M.A.S.H.
- Magus Noctum
- Maleficus Angelus
- Marax
- Mary Rose
- Mental Picture
- Mephistophelian
- Metalsteel
- Mist
- MORA
- Morana
- Morbid Creation
- Mordenom
- Morgue
- Morost
- Mortifixion
- Mor Zaboth
- Moshead
- Mothermound
- Mozak

## N
- Naberius
- Naio Ssaion
- Neandertal
- Necrotic
- Negligence
- Nephrolith
- Noctiferia
- Noč
- Non Finire Mai
- Northside
- Nothing Over Beer

## O
- Obduction
- Obidil
- Obnounce
- Obscurity
- Obscurum
- Omega Sun
- Once Was Never
- Ophidian

## P
- Pale Hands of Cold
- Panikk
- Paragoria
- Penitenziagite
- Perun
- Pitoni
- Pomaranča
- Pragwald
- Praslovan
- Prospect
- Provocator
- Pyroxene

## R
- Raven Death
- Reveal
- Requiem
- Rockometalci
- Root 'a Balluta

## S
- Sabaium
- Sabathena
- Sagaris
- Salem
- Sarcasm
- Sarcom
- Scaffold
- Septic Order
- Septic Scum
- Seul Océan
- Shallow End
- Sinbolic
- Skorbut
- Skytower
- Snowblind
- Somrak
- Sorcery
- Srd
- Supremacy
- Sweet Sorrow

## T
- Terra Paganum
- Teleport
- Thraw
- To Hate
- Torka
- Triglav
- The Scourge
- The Equasion

## U
- Unholy Horde
- Unspoken
- Upside Down

## V
- Vaginal Vomitator
- Vaginel
- Valuk
- Vasectomy
- Veldes
- Veto
- Vigilance
- Vigred
- Vinternatt
- Voodoo Mule
- Vulvathrone

## Z
- Zaprti Oddelek
- Zaria

## Ž
- Železobeton

## W
- Wartune
- Weeping Willow
- Whisper
- Wintersoul
- Within Destruction
- Woli Wo

## X
- Xenophobia